# Acanthobenyllus spinifer
Acanthobenyllus spinifer är en stekelart som först beskrevs av Heinrich 1938.  Acanthobenyllus spinifer ingår i släktet Acanthobenyllus och familjen brokparasitsteklar. Utöver nominatformen finns också underarten A. s. albipictus.